# أسامة الحويج العمر
أسامة الحويج العمر (و. 1970 م) هو قاص وشاعر، من أهل دمشق.
تُرجمت بعض قصصه إلى اللغتين الإنكليزية والروسية.

## آثاره
- أيها الإنسان، بيروت 1999.
- قال إنسان العصر الحديث، دمشق 2000.
- ربطة لسان، دمشق 2003
- جميع الحقوق غير محفوظة، 2008.